# Miedwieżjegorsk

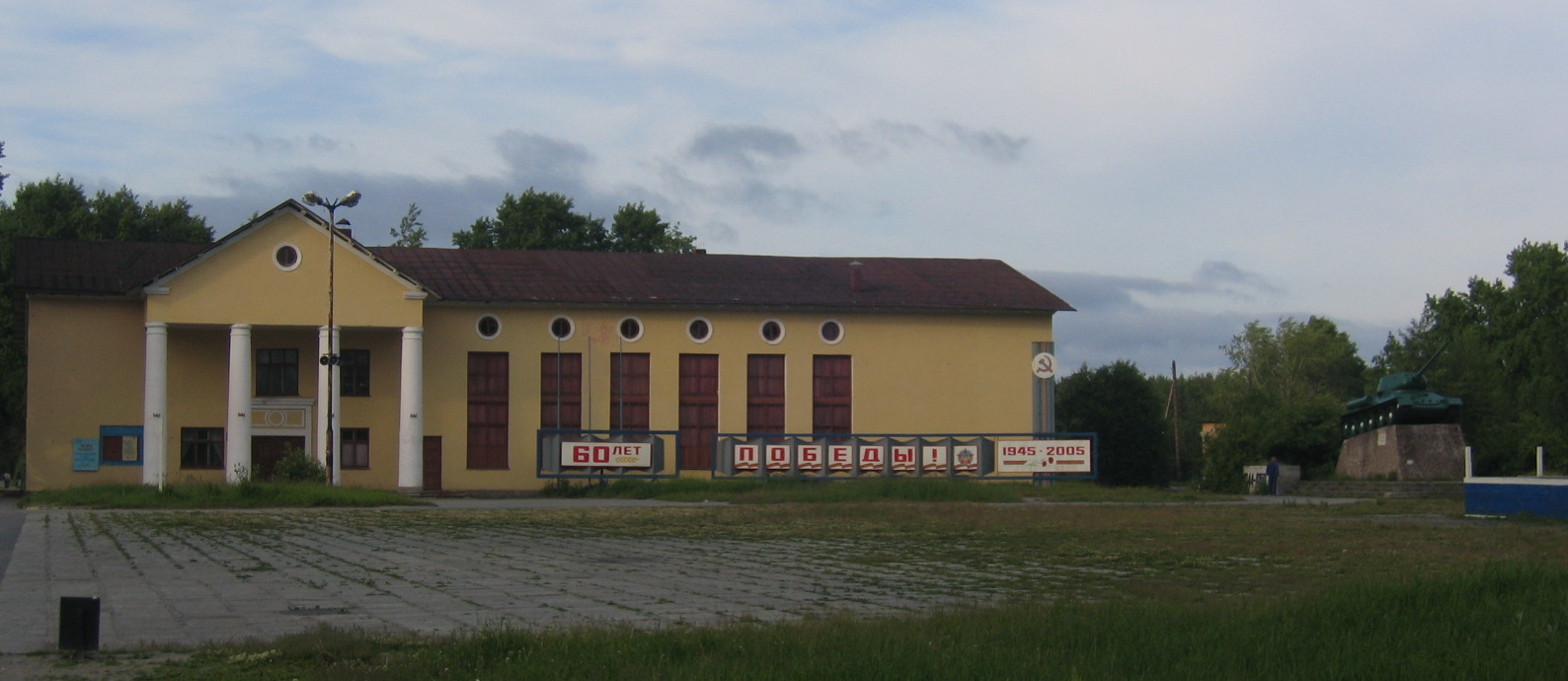
Miedwieżjegorsk – fragment miasta

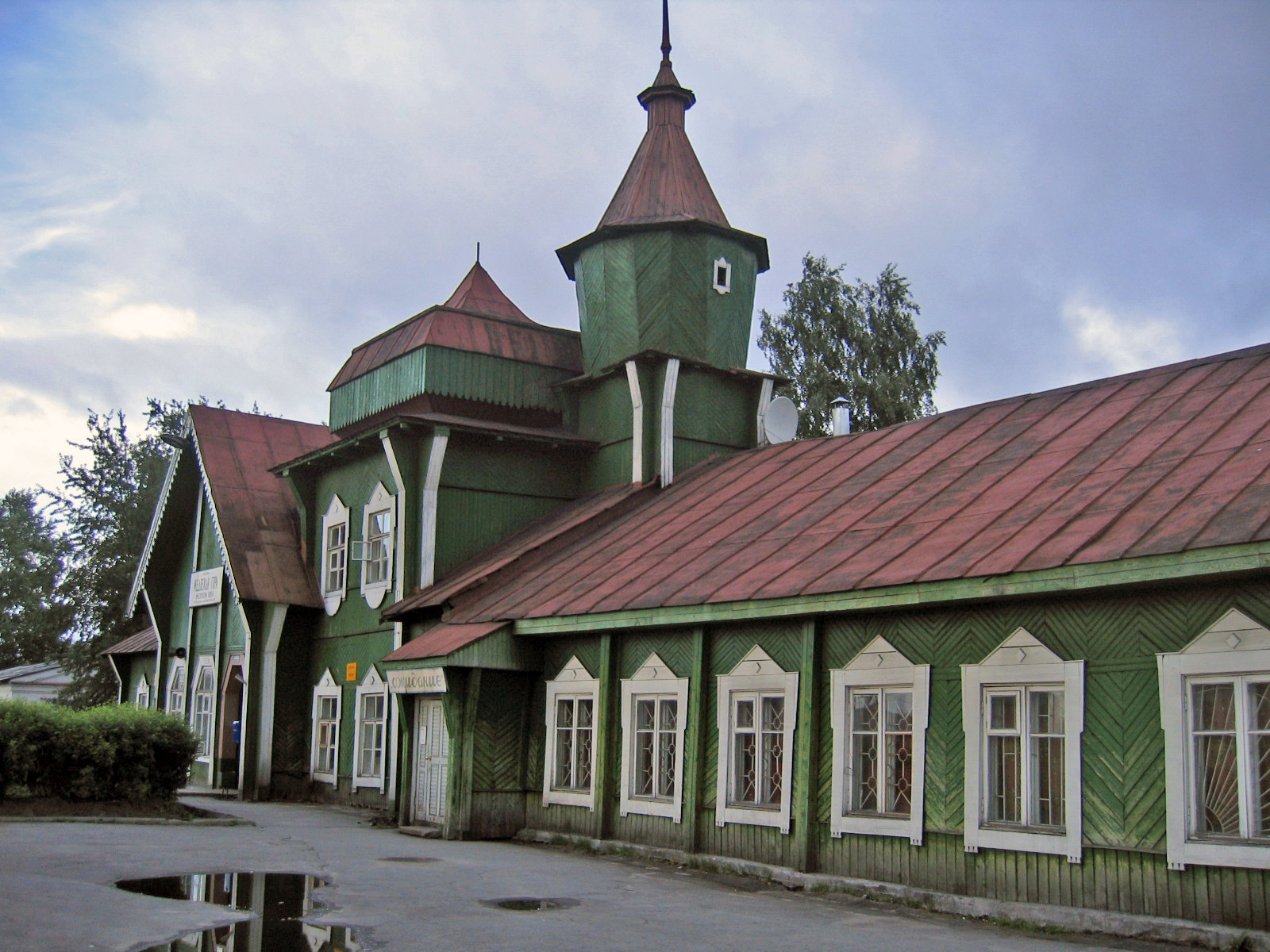
Stacja kolejowa w Miedwieżjegorsku

Miedwieżjegorsk (ros. Медвежьегорск) – miasto w północno-zachodniej Rosji, na terenie wchodzącej w skład tego państwa Republiki Karelii. 

## Położenie
Miejscowość leży w południowej Karelii, nad brzegiem jeziora Onega, w Rejonie miedwieżjegorskim, którego centrum administracyjne stanowi.

## Ludność
Miasto obecnie liczy 16 551 mieszkańców (1 stycznia 2005) i wyludnia się w bardzo szybkim tempie, co spowodowane jest emigracją mieszkańców w poszukiwaniu pracy do większych miast, zwłaszcza Sankt Petersburga.
Zmiany liczby ludności w ostatnich 10 latach:
| rok  | liczba ludności |
| ---- | --------------- |
| 1996 | 28 300          |
| 2000 | 20 000          |
| 2005 | 16 551          |

## Historia
Miedwieżjegorsk został założony w 1600 r. pod nazwą Miedwieżja Gora (ros. Медвежья Гора). Obecna nazwa została wprowadzona w 1938 r., wraz z nadaniem miejscowości praw miejskich.
W czasie budowy Kanału Białomorsko-Bałtyckiego w Miedwieżjogorsku znajdował się zarząd tej budowy.

## Gospodarka
Po rozpadzie Związku Radzieckiego gospodarka miasta, jak i całej Karelii znalazła się w kryzysie, co jest przyczyną gwałtownego spadku liczby mieszkańców Miedwieżjegorska.
Podstawą gospodarki miasta są przedsiębiorstwa z branży drzewnej i celulozowo-papierniczej. W Miedwieżjegorsku znajduje się także fabryka komponentów budowlanych oraz stocznia remontowa. W miejscowości zlokalizowane są także niewielkie zakłady przemysłu spożywczego, zatrudniające zwykle po kilka-, kilkanaście osób i produkujące na potrzeby lokalnego rynku.
Istotne znaczenie w gospodarce miasta odgrywają szeroko rozumiane usługi.
Znajduje tu się stacja kolejowa Miedwieżja Gora, położona na linii Wołchow - Murmańsk.